# Harriet Low
Pour les articles homonymes, voir Low.
Harriett Low Hillard, née le 18 mai 1809 et morte en 1877 et une femme de lettres et diariste américaine. Entre 1829 et 1833, elle vit dans la colonie portugaise de Macao, dans le sud de la Chine, devenant l’une des premières jeunes américaine à vivre en Chine. Pendant ce séjour, elle écrit un journal sous une forme épistolaire, destinée à sa grande sœur Molly (Mary Ann, 1808-1851) et se lie en même temps avec les personnalités importantes de la colonie. Elle revient ensuite aux États-Unis, déménage à Londres où elle se marie, puis en 1848 revient à New-York avec son époux et ses cinq filles.

## Biographie
Harriet Low Hillard (1809-1877) est la seconde de onze enfants de Seth Low, un marchand à Salem et de son épouse Mary Porter Low. 
À l'âge de 20 ans, elle accompagne son oncle et sa tante, William Henry et Abigail Knapp Low, en Chine pendant 5 ans pour être la dame de compagnie de sa tante. 
À son retour aux États-Unis, elle épouse en 1836 John Hillard, un banquier. Le couple s'installe à Londres. Ensemble, ils ont cinq filles et trois garçons
Son mari ayant fait faillite, la famille retourne aux États-Unis en 1848.
Ruiné, son mari sombre dans l'alcoolisme. En 1859, John Hillard meurt miné par ses excès.
Harriet Low Hillard passe le reste de sa vie à Brooklyn, New. York, soutenue et entourée par sa famille.
Harriet était une diariste et a tenu un journal de ses années passées dans l'Extrême Orient. 
Son travail est rassemblé dans le livre " Lights and Shadows of a Macao Life: the Journal of Harriett Low, spinster ".
Son journal fait partie de la collection Low-Mills, déposée à la Bibliothèque du Congrès.

## Publications
- Lights and Shadows of a Macao Life: The Journal of Harriett Low, Travelling Spinster, éd. Laing Research Services, 2001 ;
- My Mother's Journal; A Young Lady's Diary of Five Years Spent in Manila, Macao, and the Cape of Good Hope from 1829-1834, établi par  Katharine Hillard, éd. Andesite Press, 2015.